# 일레인 브롬카
일레인 브롬카(Elaine Bromka, 1950년 1월 6일 ~ )는 미국의 배우이다.
로체스터에서 태어났다.

## 영화
- 테레사 이즈 어 마더 (2012년)
- 아키알로지 오브 어 우먼 (2012년)
- 인 더 패밀리 (2011년) - 글로리아 역
- 어 드라이빙 레슨 (2007년)
- Law & Order : 성범죄전담반 1 (1999년)
- 법과 질서 (1990년)
- 아저씨는 못말려 (1989년)
- 알렉스 실종 사건 (1983년)
- 죽음의 연주 (1980년)
- 우리 생애 나날들 (1965년)